# 戴維斯海

戴維斯海（英語：Davis Sea）是南大洋的陸緣海，位於南極洲東部伊莉莎白公主地沿岸，屬於南大洋的一部分，西面是西冰架，東面是沙克爾頓冰架。
此海以澳大利亞探險家約翰·金·戴維斯的名字命名。
66°S 92°E / 66°S 92°E